# Kaamasmukka
Kaamasmukka (nordsamiska: Gámasmohkki) är en by i Utsjoki kommun i Lappland i Finland. Den ligger vid älven Kaamasjoki och vid riksväg 92, 27 kilometer öster om Karigasniemi.
Fyra kilometer sydväst om Kaamasmukka ligger det 446 meter höga berget Kaktsvarri (nordsamiska:Gákcavarri).

## Personer från Kaamasmukka
Samerapartisten Áilu Valle kommer från Kaamasmukka. 